# Філострато

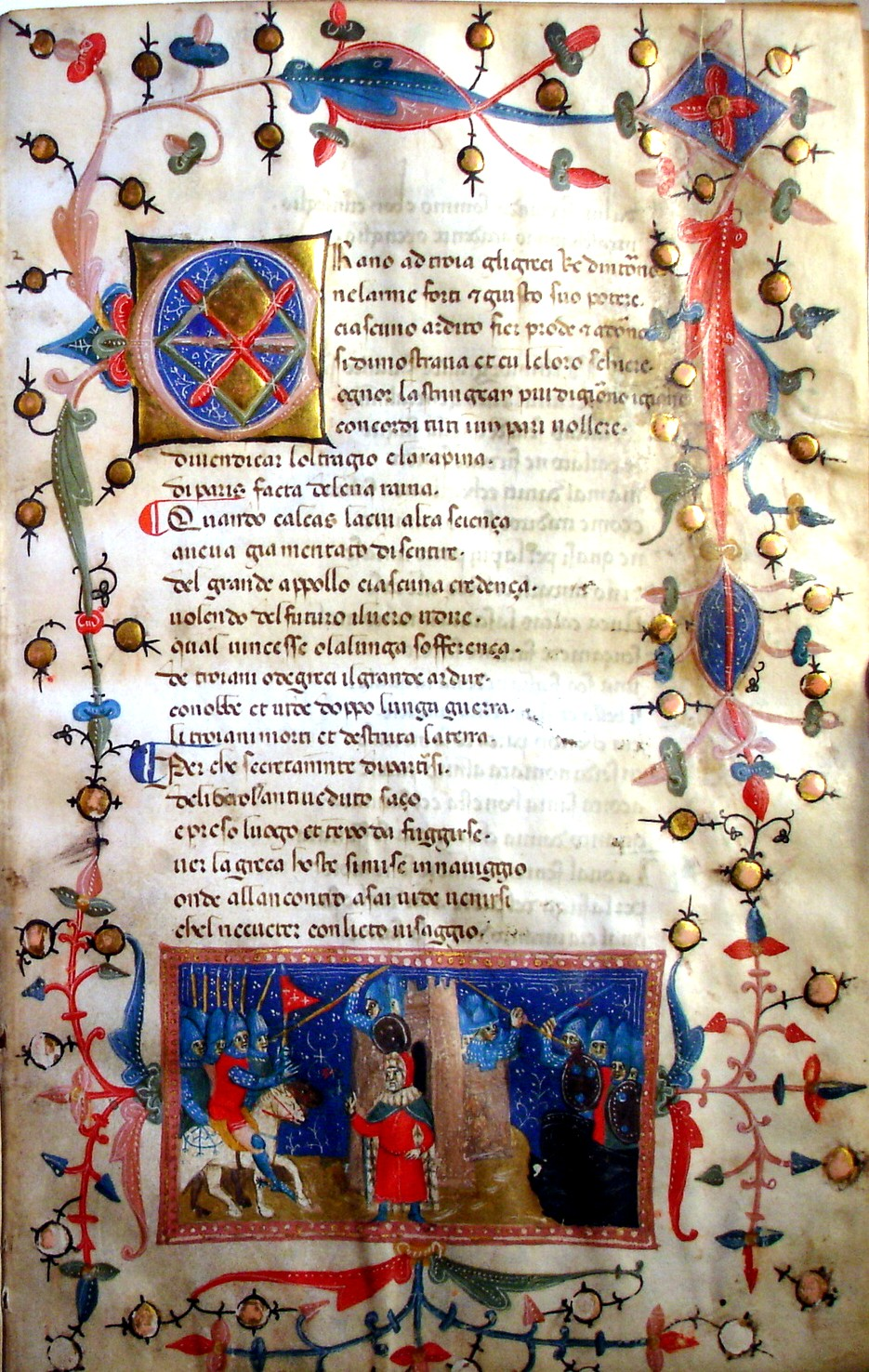

«Філострато» (італ. Il Filostrato) — лірична поема Джованні Боккаччо.

## Сюжет
Троянський царевич Троїл зустрічає Крисеїду в святилищі й закохується. Його друг Пандар, двоюрідний брат дівчини, влаштовує їх відносини.
Однак війна розлучає їх, кохана Троїла забуває про нього в обіймах Діомеда, і зневірений Троїл гине від руки Ахіллеса.
Сюжетні перипетії служать лише приводом для ліричної інтроспекції, на якій і розташований головний інтерес. Внутрішня фабула, тобто рух від відчаю невисловленої любові до блаженства взаємності і знову до розпачу відданої любові, зовсім пригнічує зовнішню фабулу.

## Вплив
«Філострато» надихнула Чосера на поему «Троїл і Крисеїда», а через нього і Шекспіра на п'єсу «Троїл і Крессида».